# Gethin Anthony

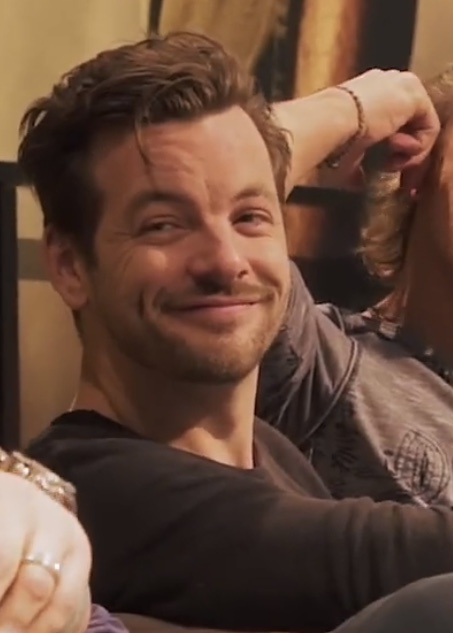
Gethin Anthony (2019)

Gethin Anthony (* 9. Oktober 1983 in Stratford-upon-Avon, Warwickshire) ist ein britischer Schauspieler.

## Leben
Gethin Anthony erhielt ein Stipendium an der British American Drama Academy in London und besuchte dort von Juli bis August 2004 den Schauspielunterricht zusammen mit bekannten Schauspielern wie Alan Rickman, Fiona Shaw und Brian Cox.
Am Balliol College in Oxford studierte Anthony Englische Literatur und war zudem Präsident der Oxford University Drama Society, bevor er an der London Academy of Music and Dramatic Art eine Ausbildung zum Schauspieler absolvierte.
Schauspielerisch trat er bisher in vereinzelten Episoden von Fernsehserien wie Doctors und Holby City sowie einigen Fernsehfilmen auf. 2011 und 2012 war er in der HBO-Serie Game of Thrones, welche auf den Büchern des Schriftstellers George R. R. Martin basiert, wiederkehrend in der Rolle des Renly Baratheon zu sehen. In der Fernsehserie Aquarius war er von 2015 bis 2016 als Charles Manson in einer der Hauptrollen zu sehen.

## Filmografie (Auswahl)
- 2006: Holby City (Fernsehserie, Folge 8x14)
- 2006: Pinochet’s Last Stand (Fernsehfilm)
- 2007: Doctors (Fernsehserie, Folge 9x47)
- 2008: 10 Days to War (Fernsehserie, Folge 1x03)
- 2008: Beyond the Rave
- 2009: Blut, Schweiß und Tränen (Into the Storm, Fernsehfilm)
- 2011–2012: Game of Thrones (Fernsehserie, 8 Folgen)
- 2014: Copenhagen
- 2014: Call the Midwife – Ruf des Lebens (Call the Midwife, Fernsehserie, Folge 3x07)
- 2015–2016: Aquarius (Fernsehserie, 26 Folgen)
- 2017: Kodachrome
- 2017: First Kill
- 2018: Dead in a Week: Or Your Money Back
- 2018: Vita & Virginia
- 2019: The Magicians (Fernsehserie, 2 Folgen)
- 2020: Manhunt (Fernsehserie, 10 Folgen)